# رودخانه هنامه
رود هنامه یکی از رودهای استان خراسان شمالی است. سرچشمه این رودخانه کوه‌های شمالی شیروان مانند آرموتلی اوغاز، کوه قنبر (قمو)، پتله گاه و کوه سنجرب یک است که از وسط روستای قدیمی هنامه جریان دارد و پس از مشروب کردن مزارع و باغ‌های مسیر رودخانه در انتها به رودخانه اترک می‌پیوندد. رود هنامه در بیشتر ایام سال دارای آب است.